# SOUL TREE〜a musical tribute to toshinobu kubota〜
『SOUL TREE〜a musical tribute to toshinobu kubota〜』（ソウル・トゥリー ア・ミュージカル・トリビュート・トゥ・トシノブ・クボタ）は、久保田利伸のトリビュート・アルバム。
2004年2月25日に、SME Recordsから発売された。
発売当初はレーベルゲートCD仕様(規格品番SECL-66)だったが、後にCD-DA盤(規格品番SECL-233)で再発された。

## 収録曲
1. LA・LA・LA LOVE SONG / BoA＋SOUL'd OUT
16thシングル
2. Dance If You Want It / ゴスペラーズ meets ナニワエキスプレス
1stミニアルバム
3. Missing（『火の鳥』収録） / 中島美嘉
1stアルバム「SHAKE IT PARADISE」収録
4. 流星のサドル / SOULHEAD
2ndシングル「TIMEシャワーに射たれて…」カップリング
5. Cymbals / ATSUSHI from EXILE
19thシングル
6. Candy Rain / Sowelu
26thシングル
7. Cry On Your Smile / Skoop On Somebody
4thシングル
8. Indigo Waltz（LIVE VERSION） / MISIA
2ndミニアルバム
9. You were mine（New Funk Master Mix） / 椎名純平 with ダンス☆マン
5thシングル
10. 永遠の翼 / 高宮マキ
5thシングル「You were mine」カップリング
11. 夢 with You / 倖田來未
11thシングル
12. TAWAWAヒットパレード / BOO,Keyco, Rhymester feat.SUPER BUTTER DOG MARKET 
4thシングル「Cry On Your Smile」カップリング